# Buíque (kommun)
Buíque är en kommun i Brasilien.   Den ligger i delstaten Pernambuco, i den östra delen av landet, 1 400 km nordost om huvudstaden Brasília. Antalet invånare är 51 990.
Följande samhällen finns i Buíque:
- Buíque

Omgivningarna runt Buíque är huvudsakligen savann. Runt Buíque är det ganska glesbefolkat, med 47 invånare per kvadratkilometer.